# Veronica Latsko
Veronica Anne Latsko (Venetia, Pensilvania; 12 de diciembre de 1995) es una futbolista estadounidense. Juega como delantera en el OL Reign de la National Women's Soccer League de Estados Unidos.

## Trayectoria
Seleccionada por el Houston Dash en el turno 28 del draft de la NWSL de 2018, Latski firmó oficialmente con el club el 24 de marzo y debutó al día siguiente contra los Chicago Red Stars.
Anotó el primer gol de su carrera el 18 de mayo, marcando el tanto de la victoria por 3-2 ante el Sky Blue FC. En la siguiente fecha sentenció el 2-1 final que le dio la primera victoria del club sobre el Seattle Reign.
Latsko firmó con el Adelaide United en calidad de cedida para hacer frente a la temporada 2018-19 de la W-League australiana junto con su compañera de equipo, Amber Brooks. La delantera terminó empatada como segunda máxima goleadora con 9 goles, 4 detrás de Sam Kerr.
Regresó a Australia para la W-League 2019-20, esta vez firmando como préstamo con el Sydney FC y uniéndose a su compañera de equipo en el Dash, Sofia Huerta.

## Clubes
| Club                     | País           | Año             |
| ------------------------ | -------------- | --------------- |
| Houston Dash             | Estados Unidos | 2018 - 2021     |
| Adelaide United (cedida) | Australia      | 2018 - 2019     |
| Sydney FC (cedida)       | Australia      | 2019 - 2020     |
| OL Reign                 | Estados Unidos | 2022 - presente |

## Palmarés

### Títulos nacionales
| Título             | Club         | País           | Año  |
| ------------------ | ------------ | -------------- | ---- |
| NWSL Challenge Cup | Houston Dash | Estados Unidos | 2020 |